# Kalifat
Als Kalifat (arabisch خلافة, DMG ḫilāfa „Nachfolge“) bezeichnet man die Herrschaft, das Amt oder das Reich eines Kalifen, also eines „Nachfolgers“ oder „Stellvertreters des Gesandten Gottes“ (خليفة رسول الله ḫalīfat rasūl Allāh). Es stellt somit eine islamische Regierungsform dar, bei der die weltliche und die geistliche Führerschaft in der Person des Kalifen vereint sind. Bereits Mohammeds Staat in Medina basierte auf einem theokratischen Modell: Mohammed, der Religionsstifter des Islam, war sowohl der Führer der religiösen Bewegung als auch der Herrscher über den Machtbereich, in dem diese Religion ausgelebt wurde.
In der Form خليفة الله, DMG ḫalīfat Allāh, also „Stellvertreter Gottes [auf Erden]“, existiert der Kalifen-Titel seit den ab 661 regierenden Umayyaden. Da gemäß Sure 112 (al-Ichlās) jedoch kein Mensch Gott gleich sein könne – nicht einmal das Oberhaupt aller Muslime –, steht diese Interpretation des Kalifats nach Ansicht vieler Muslime im Widerspruch zur Lehre Mohammeds.
Im deutschsprachigen Raum vertreten die islamistischen Gruppierungen Hizb ut-Tahrir und Islamischer Staat (Terrororganisation) die Idee eines Kalifats (siehe auch Hizb ut-Tahrir in Deutschland).

Das Kalifenreich vom 7. bis 8. Jahrhundert:
Ausbreitung unter dem Propheten Mohammed, 622–632
Ausbreitung unter den vier „rechtgeleiteten Kalifen“, 632–661
Ausbreitung unter den Umayyaden, 661–750

## Kalifat der vier „rechtgeleiteten Kalifen“
Mohammed hatte keine männlichen Nachkommen – einer oder mehrere leibliche Söhne waren im Kindesalter gestorben, sein Adoptivsohn Zaid ibn Hāritha in der Schlacht gefallen. Nur seine Tochter Fātima und möglicherweise einige weitere Töchter (die Überlieferung ist hier nicht eindeutig) überlebten ihren Vater, hatten aber selbst zum Zeitpunkt von Mohammeds Tod noch keine Söhne im ausreichenden Alter, um eine Führungsrolle zu übernehmen. Der Prophet hatte weder einen Nachfolger bestimmt noch eine Prozedur zu seiner Wahl festgelegt. Nach seinem Tod im Juni 632 traten schwere Meinungsverschiedenheiten zwischen den mekkanischen Muhādschirūn und den medinischen Ansār hervor. Die Ansār zogen zu Saʿd ibn ʿUbāda, dem Chef des medinischen Clans der Banū Sāʿida, und versammelten sich in seiner Saqīfa („offener Versammlungsplatz“). Dort erhoben sie die Forderung, dass sich Ansār und Quraisch trennen sollten und eine jede Gruppe für sich einen Befehlshaber (amīr) wählen sollte. Damit drohte die islamische Gemeinschaft auseinanderzubrechen. Die drei Muhādschirūn Abū Bakr, ʿUmar ibn al-Chattāb und Abū ʿUbaida ibn al-Dscharrāh eilten daraufhin zu der Versammlung und versuchten dies zu verhindern. Vor allem ʿUmar trat strikt gegen jede Teilung der Gemeinschaft ein. Abū Bakr betonte den Vorranganspruch des Stammes Quraisch. In dieser Situation überraschte ʿUmar die Anwesenden, indem er plötzlich Abū Bakr die Baiʿa leistete. Für ihn sprach, dass Mohammed ihn während seiner letzten Krankheit angewiesen hatte, an seiner Stelle den öffentlichen Gottesdienst in der Moschee zu leiten, was man als ein Indiz dafür werten konnte, dass er ihn für die Nachfolge ausersehen hatte.
Viele Ansār weigerten sich zunächst, Abū Bakr zu huldigen. Auch die Banū Hāschim, der Clan des Propheten, protestierten dagegen, dass sie bei der Regelung der Nachfolge übergangen worden waren. Einige Ansār brachten in dieser Situation ʿAlī ibn Abī Tālib, der der nächste Verwandte des Propheten war, als Alternative für Abū Bakr ins Spiel. ʿAlī hatte offensichtlich auch die Unterstützung der Nachkommen von ʿAbd Schams. Sie pochten in dieser Situation auf die politischen Vorrechte der Nachkommen ʿAbd Manāfs, zu denen sowohl die ʿAbd Schams als auch die Banū Hāschim gehörten, und kritisierten, dass Abū Bakr nicht diesem Stammesadel angehörte. In der Folgezeit sorgte ʿUmar zusammen mit den Banū Aslam dafür, dass fast alle Bewohner Medinas Abū Bakr den Treueid leisteten. Als man Abū Bakr den Titel ḫalīfat Allāh („Stellvertreter Gottes“) antrug, lehnte er diesen ab und erwiderte, dass er der ḫalīfat rasūl Allāh („Nachfolger des Gesandten Gottes“) sei und sich mit diesem Titel zufriedengebe.
634 wurde ʿUmar ibn al-Chattāb zum zweiten Kalifen gewählt und führte zudem den Kalifentitel Amīr al-Mu'minīn (أمير المؤمنين, „Befehlshaber der Gläubigen“) ein. In seiner Amtszeit setzte die islamische Expansion ein, und den Muslimen gelang es, ihren Einfluss auf Syrien (635–636), Mesopotamien (636) und Ägypten (639–642) auszudehnen. Nach ihrem Sieg bei Nihawand südlich von Hamadan brach das Reich der Sassaniden in Iran endgültig auseinander.
ʿUthmān ibn ʿAffān, ein Schwiegersohn Mohammeds, wurde 644 zum dritten Kalifen gewählt. Bedeutung erlangte seine Regierungszeit vor allem durch die endgültige Abfassung des Koran. Er setzte aber auch die Expansionen seines Vorgängers fort. So wurden 647 Tripolitanien (heute Libyen) und weitere Teile des Iran erobert sowie erste Vorstöße nach Anatolien unternommen. Mit der Zeit machte sich Uthman durch die Bevorzugung seiner umayyadischen Sippe bei der Ämter- und Beuteverteilung etliche Feinde, insbesondere unter den Heerführern und den Muslimen der eroberten Gebiete. 656 wurde er von aufständischen Muslimen aus Ägypten und dem Irak in Medina ermordet.
Uthmans Gegner waren vor allem die Anhänger des Ali ibn Abi Talib, die späteren Schiiten. Diese und die aufständischen Führer wählten Ali nun zum Kalifen. Doch Muawiya, der Statthalter von Syrien aus der Sippe der Umayyaden und damit ein Verwandter Uthmans, verweigerte die Gefolgschaft. Es kam zum Ausbruch von Kämpfen. Nach der Schlacht von Siffin einigte man sich auf Verhandlungen. Eine Gruppe von Muslimen, die späteren Charidschiten, sah darin eine Postenschacherei und eine große Schande und verließ das Lager Alis. 661 fiel Ali einem Attentat dieser Gruppe zum Opfer. Sein Sohn Hasan verzichtete auf seinen Herrschaftsanspruch, als er die Übermacht der Umayyaden erkannte.
Ali war der letzte gewählte Kalif. Muawiya führte während seiner Herrschaft die Erbfolge ein und begründete somit die erste Kalifen-Dynastie (die der Umayyaden in Damaskus). Seither wurden die proklamierten Nachfolger zum neuen Kalifen, oder der Titel ging durch Kriege auf andere Herrscher über. Hasans Bruder Husain erhob zwar nach Muawiyas Tod Anspruch auf das Kalifat, wurde aber in der Schlacht von Kerbela (680) geschlagen.
Siehe auch Die Ära der rechtgeleiteten Kalifen

## Kalifat der Umayyaden
Nach der Machtübernahme der Umayyaden unter Muawiya mussten diese sich auch in der Folgezeit immer wieder gegenüber Oppositionsbewegungen behaupten. Umstritten war dabei die Legitimation der Umayyaden, denen unter anderem vorgeworfen wurde, in der Anfangszeit des Islam zu den heftigsten Gegnern des Propheten Mohammed gezählt zu haben. Nach der Befriedung des Kalifats konnten die Muslime ihre Expansion wieder aufnehmen. So wurden unter Abd al-Malik und al-Walid I. zu Beginn des 8. Jahrhunderts der Maghreb, die Iberische Halbinsel, Transoxanien und das Industal erobert. Damit erreichte das Kalifat seine größte Ausdehnung. Trotz dieser Erfolge dauerte die Opposition vieler Muslime an. Die Schwächung der Umayyaden-Herrschaft durch interne Machtkämpfe ab 744 wurde durch den Aufstand des Abū Muslim verstärkt. Im Jahre 749 übernahm die Dynastie der Abbasiden gewaltsam die Macht.
Ein Hadith, der wahrscheinlich von dem syrischen Traditionarier Ismāʿīl ibn ʿAiyāsch (gest. 797) verbreitet und in den Musnad von Ahmad ibn Hanbal aufgenommen wurde, beschränkt das Kalifat auf den Stamm der Quraisch. Er lautet: „Das Kalifat liegt bei den Quraisch, das Richteramt bei den Ansār, der Ruf zum Gebet bei den Abessiniern und die Hidschra bei den Muslimen und dann den Auswanderern“.

## Kalifat der Abbasiden
Nach dem Sturz der Umayyaden durch die Abbasiden entwickelte sich der Irak mit der neuen Hauptstadt Bagdad zum politischen Zentrum des Kalifats. Zugleich wurde Bagdad, vor allem unter Harun ar-Raschid (786–809), zu einer vor Prunk und Reichtum strotzenden Metropole, wie es in den Geschichten Scheherazades in Tausendundeine Nacht beschrieben wird, und zu einem Zentrum der Kultur und Naturwissenschaften. Im 9. Jahrhundert hatte das Kalifat seine Blütezeit erreicht. Doch die Ausdehnung und die Bürokratie verlangten ihren Preis: Mehr und mehr gaben die Kalifen die politische Macht an Staatsminister, die Wesire und mittlere Beamte ab. Sie selbst sanken schon bald zu bloßen nominellen Herrschern herab, während die faktische Herrschaft bei sich abwechselnden Heerführern in der Hauptstadt oder bei Lokalherrschern lag.
Bereits im 8. Jahrhundert war ein Umayyade nach al-Andalus entkommen, wo er das Emirat von Córdoba begründete. Seit Beginn des 9. Jahrhunderts kam es zur Gründung weiterer Emirate (unter anderem Aghlabiden, Tuluniden, Tahiriden und Samaniden), die nur noch formal der Herrschaft der Kalifen in Bagdad unterstanden. Mitte des 10. Jahrhunderts wurden die Abbasiden auch in Bagdad politisch entmachtet und unterstanden in der Folgezeit der Kontrolle der persischen Buyiden.

## Auseinandersetzung mit den Kalifaten des Westens
Anfang des 10. Jahrhunderts kam es im Westen der islamischen Welt zudem zur Gründung von zwei Gegenkalifaten. Im Jahre 910 ließ sich Abdallah al-Mahdi, der damalige Großmeister der Ismailiten, in Kairuan zum Kalifen ausrufen und begründete damit das Kalifat der Fatimiden. Hierdurch sah sich der damalige umayyadische Emir von Córdoba Abd ar-Rahman III. veranlasst, 929 ebenfalls den Kalifentitel anzunehmen. Damit gab es nun in den Ländern des Islams drei rivalisierende Kalifate. Das umayyadische Kalifat von Córdoba zerfiel allerdings schon 1031 in mehrere Einzelreiche und erlosch schließlich.
Wesentlich gefährlicher wurde den Abbasiden das Kalifat der Fatimiden, die sich selbst als Nachfahren von Ali ibn Abi Talib und dessen Frau Fatima, die der Dynastie auch den Namen gab, darstellten. Sie dehnten ihren Machtbereich bald auf ganz Nordafrika, Syrien/Palästina, Sizilien und Westarabien aus und konnten im 11. Jahrhundert sogar kurzzeitig die Kontrolle über Bagdad erringen.
Die ismailitische Propaganda der Fatimiden und die Bevormundung durch die buyidischen Herrscher unterminierten in der zweiten Hälfte des 10. Jahrhunderts immer stärker die Autorität des abbasidischen Kalifats. Der abbasidische Kalif al-Qādir (reg. 991–1031) startete daraufhin ein ambitioniertes politisches Programm zur Stärkung seiner Autorität. Er ließ keine Gelegenheit aus, um öffentlich die ismailitische Lehre als Ketzerei zu verurteilen und die Fatimiden als Feinde des Islams zu brandmarken. Dadurch, dass sich Anfang des 11. Jahrhunderts zwei aufstrebende türkische Dynastien im Osten, die Ghaznawiden und die Karachaniden, formal in seinen Dienst stellten, gewann das abbasidische Kalifat in dieser Zeit neues Prestige. Eine weitere Macht, die die Abbasiden formal als Oberhaupt anerkannten, waren die türkischen Seldschuken. Sie eroberten in den Jahren nach 1035 vom Nordosten her den Iran und drangen 1055 bis nach Bagdad vor, wo sie die Buyiden verdrängten.

## Staatstheoretische Fundierung des Kalifats durch al-Māwardī
In den Rahmen der Anstrengungen der abbasidischen Kalifen um Rückgewinnung ihrer Autorität gehört auch die staatstheoretische Abhandlung, die der schafiitische Gelehrte al-Māwardī (972–1058) für den Kalifen al-Qāʾim abfasste. In dieser Abhandlung mit dem Titel al-Aḥkām as-sulṭāniyya („Die herrschaftlichen Bestimmungen“) wird zum ersten Mal eine umfassende Theorie vom Kalifat entwickelt. Ein zentraler Gedanke ist dabei die Ämterdelegation. Der Kalif, der zu den Quraisch gehören muss, ist als Imam Vorsteher der islamischen Gemeinschaft, dessen Aufgaben sich in allumfassender Weise auf die Bewahrung der Religion (dīn) und die Führung (siyāsa) der weltlichen Angelegenheiten erstrecken. Er kann diese Aufgaben jedoch an verschiedene Amtsträger delegieren, an den Wesir, der eine allgemeine Amtsbefugnis in allen Angelegenheiten hat, den Emir, der als Statthalter in einer Provinz fungiert oder den Dschihad führt, den Qādī, den Stammbaumwächter, den Imam, der für die Durchführung des Ritualgebets verantwortlich ist, den Leiter der Wallfahrt, den Steuerbeamten und den Muhtasib, der von Amts wegen für das „Gebieten des Rechten und Verbieten des Unrechten“ verantwortlich ist. Der Fiktion der Souveränität des Kalifen wird durch eine formelle Anerkennung der Oberhoheit des Kalifen und durch die Erwähnung seines Namens in der Freitagspredigt Genüge getan. Das, was in diesem Werk, das von großer Bedeutung für die Folgezeit war, als Emire bezeichnet wird, waren in der Realität die Herrscher der Ghaznawiden und Seldschuken, die die wirkliche Macht in der Hand hatten, aber die formale Oberhoheit des Kalifats anerkannten.
Al-Ghazālī (1058–1111) gab zur Zeit der Seldschukenherrschaft viele der Erfordernisse auf, die al-Māwardī noch für nötig gehalten hatte. Der Kalif solle nicht mehr über die Fähigkeit verfügen müssen, den Dschihad anzuführen, auch Regierungskompetenz (kifāya) sei nicht erforderlich, solange ihm ein kompetenter Wesir zur Seite stehe. Anstelle der Fähigkeit zum idschtihād, das heißt der eigenständigen Interpretation des Rechts, müsse der Kalif lediglich waraʿ, Gottesfurcht, besitzen. Kalif ist in seiner Theorie derjenige, dem der Inhaber der realen Macht (šauka) den Treueid leistet. Umgekehrt ist derjenige, der die reale Macht besitzt und sich dem Kalifen unterstellt, indem er ihn in der Chutba und auf den eigenen Münzen nennt, herrschender Sultan. Mit dieser Theorie legitimierte al-Ghazālī die zu seiner Zeit übliche Praxis.
Die Fatimiden-Dynastie wurde 1171 durch Saladin beseitigt, der Ägypten gleichzeitig in die staatsrechtliche Sphäre des abbasidischen Kalifats zurückführte. Im 12. bzw. 13. Jahrhundert beanspruchten zwar im Maghreb auch die Almohaden und (als Reaktion auf deren Niedergang) die Hafsiden das Kalifat, doch waren die abbasidischen Kalifen die einzigen, deren Stellung als Oberhaupt der islamischen Gemeinschaft auch außerhalb ihres eigenen Herrschaftsgebietes anerkannt wurden. Mehrere Herrscher ließen sich von abbasidischen Kalifen Einsetzungsschreiben geben, um als Sultane anerkannt zu werden, so unter anderem im Jemen der Rasūlide ʿUmar, der sich 1232 von den ägyptischen Ayyubiden unabhängig machte.

## Abbasidisches Schattenkalifat von Kairo

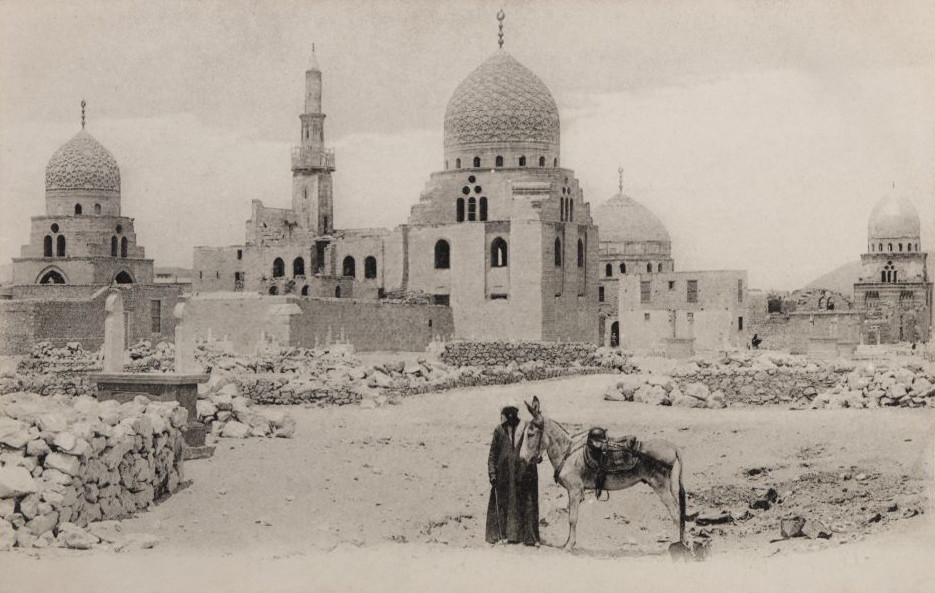
Postkarte aus der Dr. Paula Sanders Collection mit Gräbern der abbasidischen Schattenkalifen in Kairo

Zwar konnten die Kalifen während des 12. Jahrhunderts ihre politische Macht zumindest im Irak zurückgewinnen, doch wurde das Kalifat der Abbasiden 1258 mit der Eroberung Bagdads durch die Mongolen unter Hülegü zerschlagen. Zwei Abbasidenabkömmlingen gelang aber die Flucht nach Ägypten. Mit Hilfe der Mamluken, die über Ägypten herrschten, versuchten sie, Bagdad zurückzuerobern. Nachdem dieser Versuch misslungen war, erhob der az-Zahir Baibars, der nun unangefochtene Anführer der Mamluken in Ägypten, den einzig noch verbliebenen Abbasiden zum Kalifen und ließ sich umgekehrt von ihm den Sultanstitel verleihen. Auf diese Weise erhielt er die religiös-politische Legitimation, die ihm aufgrund seiner Herkunft als Militärsklave noch fehlte.
Die Abbasidenprinzen aus dieser Linie versahen in den folgenden Jahrhunderten ihr weitgehend formales Amt, ein Kalifat ohne herrscherliche Machtbefugnisse, das den Mamlukensultanen jedoch jeweils die notwendige islamische Legitimität verlieh. Dieses abbasidische Schattenkalifat gewann aber immerhin so viel Prestige, dass auch außerhalb des Mamlukenreiches einige Herrscher dem Kalifen in Kairo ihre Huldigung (baiʿa) übermittelten und sich dafür Einsetzungsschreiben von ihm geben ließen. So erkannte zum Beispiel 1283 die Goldene Horde den abbasidischen Schattenkalifen von Kairo als Führer der islamischen Gemeinschaft an. Als der mongolische Ilchan Ghazan im Jahre 1300 für einige Monate Damaskus besetzte, wurde dort die Erwähnung des abbasidischen Kalifen in der Chutba ausgesetzt. Sobald aber Ghazan seine Truppen wieder abgezogen hatte und die Staat zurück unter mamlukische Kontrolle kam, wurde dieser Brauch wieder aufgenommen.
Viele Menschen waren sich aber offenbar bewusst, dass die kalifale Herrschaft über die fernen Länder nur eine Illusion war. Der irakische Geschichtsschreiber Ibn at-Tiqtaqā schrieb 1302 in seinem Faḫrī, dass die abbasidischen Kalifen den Herrschern der Grenzregionen Geschenke machten, zur Bewahrung der äußerlichen Ehre und damit ihnen in diesen Ländern die Sikka und Chutba zukomme. Das sei so sprichwörtlich geworden, dass man jemandem, der nur den Anschein einer Sache ohne seine inneres Wesen besaß, nachsagte, dass er sich dabei nur mit der Sikka und Chutba begnüge, d. h. dass er sich nur mit dem Namen ohne Realität zufriedengebe. Auch innerhalb des Mamlukenreiches hatten die abbasidischen Kalifen die meiste Zeit nur wenig zu sagen, hier gaben Sultane und Emire der Mamluken den Ton an. Einzelne abbasidische Kalifen wie zum Beispiel al-Mustaʿīn bi-Llāh (amtierte 1404–1416) gelangten allerdings zu solchem Ansehen, dass in ihrem Namen Münzen geprägt wurden. Der mamlukische Gelehrte as-Suyūtī (gest. 1505), der mit dem abbasidischen Kalifen al-Mutawakkil ʿAbd al-ʿAzīz (amtierte 1479–1497) befreundet war, verfasste eine Geschichte der Kalifen, in der er auch einen Hadith anführte, nach dem der Prophet vorhergesagt hatte, dass das Kalifat im Besitz der Nachkommen seines Onkels – gemeint sind die Nachkommen seines Onkels ʿAbbās, also die Abbasiden – bleiben würde, bis diese es dereinst Jesus Christus übergeben würden.

## Kalifat der Osmanen
Anders als die Mamluken setzten unter anderem die Osmanen im 16. Jahrhundert nicht mehr auf eine Legitimation durch die abbasidischen Kalifen. Der letzte abbasidische Kalif wurde 1517 nach der osmanischen Eroberung Kairos nach Konstantinopel verschleppt und dort inhaftiert. Zwar trat in den 1530er Jahren der osmanische Großwesir Lutfī Pascha mit der Behauptung auf, der letzte Abbaside habe den Kalifentitel nach der Eroberung Ägyptens auf den osmanischen Sultan Selīm übertragen, doch haben die Osmanen diesen Anspruch auf das Kalifat nicht weiter verfolgt, weil von islamischen Gelehrten der Einwand kam, dass sie aufgrund ihrer Nicht-Zugehörigkeit zu den Quraisch eine der Voraussetzungen für die Übernahme des Kalifats nicht erfüllten.

### Wiederbelebung der Kalifatsidee
Erst in den 1770er Jahren begannen die osmanischen Sultane wieder den Titel des Kalifen für sich zu verwenden. Dies geschah im Rahmen der Verhandlungen zum Frieden von Küçük Kaynarca 1774. Sultan Abdülhamid I. bezeichnete sich bei dieser Gelegenheit als „Imam der Gläubigen und Kalif der Einheitsbekenner“. Auf diese Weise wollte er erreichen, dass er von russischer Seite als Schutzherr der auf russischem Territorium lebenden Muslime anerkannt würde, so wie umgekehrt Russland sich als Schutzmacht der auf osmanischem Territorium lebenden orthodoxen Christen begriff.
Um die Mitte des 19. Jahrhunderts begannen die osmanischen Sultane den Kalifentitel stärker zu betonen, um dadurch die Unterstützung der Muslime außerhalb ihres Machtbereiches zu erlangen. Da es in Indien nach der Mutiny 1857 kein islamisches Staatsoberhaupt mehr gab, fiel dort die Idee eines osmanischen Kalifen als politischem und spirituellem Führer der islamischen Welt auf besonders fruchtbaren Boden. Der Name des herrschenden osmanischen Sultans wurde in den indischen Moscheen nun oftmals in die Freitagspredigt aufgenommen. Der osmanische Sultan Abdülhamid II., der 1876 den Thron bestieg, war ein begeisterter Anhänger des Kalifatsgedankens. Bereits in der unmittelbar nach seiner Thronbesteigung verabschiedeten Verfassung des Osmanischen Reiches heißt es in Artikel 4: „Der Sultan in seiner Eigenschaft als Kalif ist der Schutzherr für die muslimische Religion“. Auch die Muslime in Daghestan erkannten diesen religiös-politischen Anspruch. Als sie während des russisch-osmanischen Krieges von 1877/78 einen Dschihad gegen Russland führten, taten sie dies im Namen des Kalifen.

### Die Idee eines britenfreundlichen arabischen Kalifats

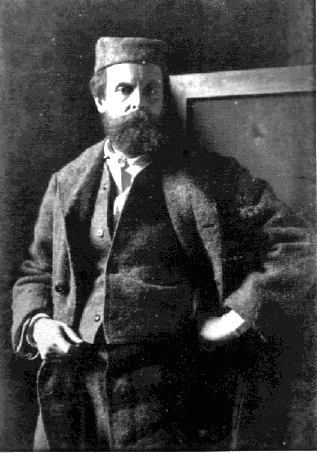
Wilfrid Scawen Blunt, der die Idee von dem arabischen Kalifat entwickelte.

Als nach der Niederlage im Russisch-Osmanischen Krieg der osmanische Sultan sehr geschwächt war, entwickelte der britische Schriftsteller Wilfrid Scawen Blunt die Idee eines neuen britenfreundlichen arabischen Kalifats mit Sitz in Mekka. In seinem Buch The Future of Islam, das 1881 veröffentlicht wurde, sprach er von einem „Transfer des Sitzes der spirituellen Macht von Konstantinopel nach Mekka“ und betonte, dass in Anbetracht des sterbenden Osmanischen Reiches die „Masse der Mohammedaner“ in der scherifischen Familie von Mekka nach einem Repräsentanten ihrer obersten Führung und des Kalifats suche. Die scherifische Familie sollte die Osmanen als „neue Dynastie“ ablösen und damit die Errichtung einer „musulmanischen Theokratie“ ermöglichen. Politisch, so meinte Blunt, werde der „Kalif in Mekka“ zwar weniger bedeutsam sein als derjenige am Bosporus, aber religiös werde er einen viel festeren Stand haben, weil er von den Quraisch abstamme.
Diese Idee eines arabischen Kalifats wurde zu Beginn des Ersten Weltkriegs wieder aufgegriffen. So richtete am 31. Oktober 1914 der britische Hochkommissar für Ägypten Herbert Kitchener, 1. Earl Kitchener ein Telegramm an ʿAbdallāh, den Sohn des Scherifen Husain, in dem er diesem eine Allianz mit den Briten vorschlug und von der Möglichkeit eines arabischen Kalifats sprach. Wörtlich schrieb er am Ende des Telegramms: „Es kann sein, dass ein Araber wahrer Abstammung das Kalifat in Mekka oder Medina übernimmt und so mit der Hilfe Gottes aus all dem Bösen, das jetzt geschieht, Gutes entstehen kann.“ (It may be that an Arab of true race will assume the Khalifate at Mecca or Medina, and so good may come by the help of God out of all the evil that is now occuring.). In den folgenden Monaten wurden einige britische Beamte in Kairo und Khartum zu starken Befürwortern eines arabischen Kalifats. Dazu gehörten Reginald Wingate, Generalgouverneur des Sudan, Henry McMahon, der 1915 Lord Kitchener als ägyptischer Hochkommissar nachfolgte, und sein Orientalischer Sekretär Ronald Storrs. Sie hielten es für äußerst wichtig, einer türkisch-arabischen Union und einem möglichen islamischen Dschihad gegen die Alliierten zuvorzukommen. Das India Office empfahl dagegen bei der Frage des Kalifats eine Haltung der strikten Neutralität. Das Foreign Office übernahm diesen Standpunkt und forderte Henry McMahon im Januar 1915 dazu auf, keine weiteren Gespräche mehr mit den Haschimiten zum Thema Kalifat zu führen. Die Entscheidung über die Kalifatsfrage, so präzisierte das Foreign Office im April 1915 in einer weiter Mitteilung an McMahon, sollte den Muslimen selbst überlassen werden.

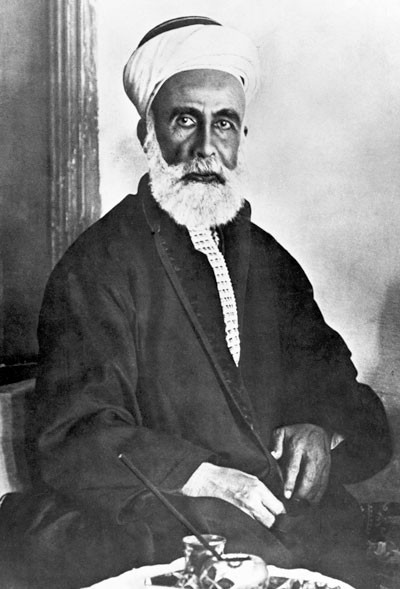
Der Scherif Husain, dem zu Anfang des Ersten Weltkriegs von britischer Seite Hoffnung auf den Kalifentitel gemacht wurde.

Als der Scherif Husain im Juli 1915 seine Korrespondenz mit McMahon aufnahm, formulierte er in Anknüpfung an Kitcheners Vorschlag die Forderung, dass England „der Ausrufung eines arabischen Kalifats des Islams zustimmen“ solle. Das Foreign Office wies daraufhin McMahon an, folgendermaßen zu antworten: „Wenn der Scherif mit Zustimmung seiner Glaubensbrüder zum Kalifen ausgerufen wird, kann er sicher sein, dass [wir]… die Wiederaufnahme des Kalifentums durch einen Araber wahrer Rasse begrüßen werden.“ In seiner Antwort an Husain vom 30. August 1915 wich McMahon jedoch eigenmächtig von dieser Formel ab und ließ die Voraussetzung der Zustimmung der Muslime zu einem arabischen Kalifat weg. In der arabischen Version des Schreibens, die möglicherweise von Ronald Storrs stammte und dem Foreign Office nicht zur Kenntnis gebracht wurde, wurde außerdem Unterstützung für ein haschimitisches Kalifat zum Ausdruck gebracht. Charles Hardinge, der britische Vizekönig Indiens, war über dieses eigenmächtige Vorgehen McMahons sehr erbost, weil das osmanische Kalifat in Indien allgemein anerkannt wurde und er davon überzeugt war, dass die indischen Muslime sich mit einem arabischen Kalifat nicht identifizieren könnten.
Zwar wurde das Thema in der Husain-McMahon-Korrespondenz nicht erneut angesprochen, doch legte der Scherif durchaus Wert auf McMahons nicht autorisierte Aussage zum Kalifat. Als er sich zum Beispiel im Oktober 1916 zum „König der arabischen Länder“ ausgerufen hatte und daraufhin von Cyril Wilson, dem britischen Amtsträger in Dschidda, scharf zurechtgewiesen wurde, antwortete er, dass Großbritannien ihn schon als Kalifen, also mit einem höheren Titel, angesprochen hätten, so dass sie jetzt keinen Grund hätten, sich über seinen neuen Titel zu beschweren. Gegenüber den indischen Muslimen gaben die Haschimiten im November 1916 zwar eine Erklärung ab, in der sie versicherten, dass das Kalifat so bleiben werde, wie es ist, bis die endgültige Entscheidung der gesamten muslimischen Welt vorliege. Aber im Juli 1917 machte Husain in einem Gespräch mit T.E. Lawrence und Cyril Wilson erneut deutlich, dass er danach strebte, als amīr al-muʾminīn anerkannt zu werden, was ein kalifaler Titel ist. Und 1919 ließ er in der mekkanischen Zeitung al-Qibla Briefe veröffentlichen, in der er als amīr al-muʾminīn angesprochen wurde.
Da die Briten König Husain von seinen kalifalen Aspirationen abzubringen versuchten, erinnerte dieser die Briten an die Aussagen McMahons in seinem Brief vom August 1915 und veröffentlichte den Brief im August 1920 in der Zeitung al-Qibla. Ende 1920 kamen außerdem Berichte darüber auf, dass die türkische Ehefrau König Husains heimlich die Türken dazu drängen würde, ihrem Ehemann das Kalifat zu übertragen, und dass Husain selbst mit Mustafa Kemal darüber in Verhandlungen eingetreten sei.

### Die indische Kalifatsbewegung
Als Reaktion auf die Besetzung Anatoliens und Istanbuls durch alliierte Truppen am Ende des Ersten Weltkriegs entstand in Indien die sogenannte Kalifatsbewegung. Sie trat 1920 gegenüber den Briten mit der Forderung auf, dass die uneingeschränkte Aufsicht und Schirmherrschaft des osmanischen Kalifen über die Heiligen Stätten des Hedschas, Palästinas und Mesopotamiens erhalten werden müsse. Zum Theoretiker der Bewegung wurde der Gelehrte Abū l-Kalām Āzād. Er forderte entsprechend der klassischen Lehre ein monarchisches Kalifat als spirituelles Zentrum der islamischen Welt mit von ihm eingesetzten islamischen Herrschern in verschiedenen Ländern; der osmanische Kalif sollte allerdings auch politische Macht besitzen. Gegenüber den Haschimiten hegten die Anhänger der Kalifatsbewegung großen Argwohn, weil sie wussten, dass diese selbst nach dem Kalifat strebten.
Nach dem Vertrag von Sèvres vom August 1920, in dem die Türkei den Hedschas als unabhängigen Staat anerkannte, nahm die Agitation der Kalifatsbewegung dramatisch zu. Ein führender Gelehrte der islamischen Schule von Deoband forderte Ende 1920 gegenüber einem Vertreter der britischen Regierung, dass König Husain zumindest teilweise die Oberhoheit des osmanischen Kalifen anerkennen müsste. Die Britische Regierung von Indien übernahm die Position der Kalifatsbewegung und machte wiederholte Eingaben bei der Regierung in London, in denen sie auf eine Überarbeitung des Vertrags von Sèvres drängte, in der Weise, dass er eine fortdauernde Souveränität des Kalifen über den Hedschas festschrieb. Mit Edwin Samuel Montagu hatte die Kalifatsbewegung auch einen Sympathisanten im britischen Kabinett, der ihre Forderungen energisch unterstützte. Er musste jedoch im März 1922 zurücktreten, nachdem er ohne Genehmigung des Kabinetts ein Telegramm der Regierung von Indien veröffentlicht hatte, das die Forderungen der Kalifatsbewegung nach einer Revision von Sèvres unterstützte.

### Abschaffung des osmanischen Kalifats

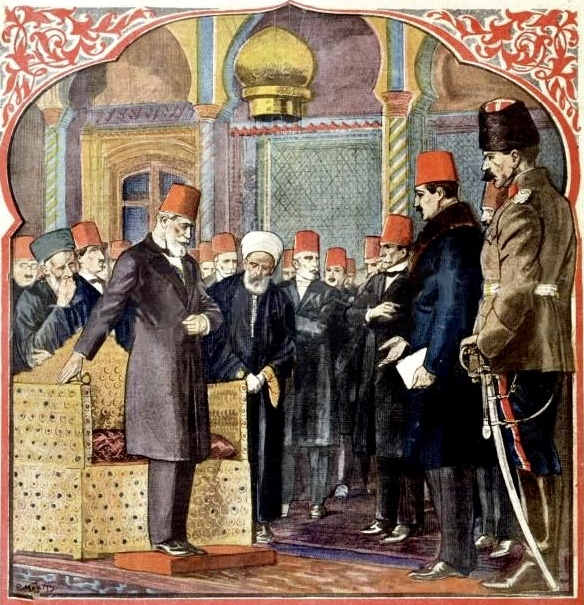
Die Absetzung des letzten osmanischen Kalifen Abdülmecid II. im März 1924, Le Petit Journal illustré.

Die Forderungen der indischen Kalifatsbewegung wurden allerdings von den realen Entwicklungen überholt. In dem neuen Nationalstaat Türkei begann Mustafa Kemal Pascha, der Sieger des türkischen Befreiungskampfes, ein umfassendes politisches Reformprogramm, das letztendlich zur Abschaffung des osmanischen Kalifats führte. Schon im November 1922 wurde das osmanische Sultanat durch die Große Nationalversammlung der Türkei abgeschafft und mit Abdülmecit II. ein neuer Kalif eingesetzt, dessen Amt rein auf den repräsentativen Bereich beschränkt wurde. In einem von der Nationalversammlung herausgegebenen Traktat mit dem Titel „Das Kalifat und die nationale Souveränität“ (Hilafet ve Hakimiyet-i Milliye) wurde die Umwandlung damit begründet, dass angesichts der Tatsache, dass der Prophet seine Nachfolge nicht klar geregelt habe, die Muslime die Freiheit hätten, das Kalifat so zu organisieren, wie sie dies für richtig hielten.
Die Kalifatsbewegung wurde durch diese Entwicklungen in große Verwirrung gestürzt, zumal wenig später Gerüchte aufkamen, dass König Husain kurz davor stand, selbst den Kalifentitel anzunehmen. Aber auch in den arabischen Ländern des Nahen Ostens lösten diese Entwicklungen Diskussionen aus. Raschīd Ridā fasste 1923 ein Traktat zur Kalifatsfrage ab, in dem er die Auffassung vertrat, dass die islamische Gesellschaft unbedingt eines Kalifen bedürfe. Neben der Verteidigung der Muslime sollte dessen Hauptaufgabe darin bestehen, durch Idschtihād die Gesetzgebung auszuüben. Dies sollte er nach Absprache mit einer Körperschaft erfahrener Männer tun, Hütern und Auslegern der Scharia. Das osmanische Kalifat war nach Raschīd Ridās Ansicht nur ein „Not-Kalifat“ gewesen, denn der osmanische Sultan, der kein Arabisch konnte, war für den Idschtihād nicht geeignet. Außerdem stammte er nicht von der Sippe der Quraisch ab, was nach allgemeiner Auffassung eine notwendige Voraussetzung für das Kalifenamt war. Er hatte aber geduldet werden müssen, da es niemanden gab, der besser geeignet gewesen wäre, denn immerhin konnte er die Muslime schützen. Angesichts der Tatsache, dass das osmanische Kalifat vor der Auslöschung stehe, forderte Raschīd Ridā die Gründung eines neuen arabischen Kalifats. Der zukünftige Kalif sollte sich allerdings nicht aus dem Kreise der arabischen Herrscher, sondern aus dem der Religionsgelehrten rekrutieren.
Schon im November 1923 gab es Anzeichen dafür, dass die türkische Regierung die vollständige Abschaffung des Kalifats in Erwägung zog. Der Schritt erfolgte am 3. März 1924 mit dem Gesetz Nr. 431. Abdülmecit II. und alle Mitglieder der osmanischen Dynastie wurden des Landes verwiesen.

## Die Selbstproklamation König Husains zum Kalifen
Husains Sohn ʿAbdallāh hatte schon im Januar 1924 mit einer Propagandakampagne für ein arabisches und quraischitisches Kalifat begonnen, bei der er seinen Vater, der zu ihm nach Transjordanien gereist war, als amīr al-muʾminīn bezeichnete. Am 11. Februar erschien in al-Qibla, der Staatszeitung des Königreichs Hedschas ein Artikel mit dem Titel „Das Kalifat und die Araber: Der Glaube der arabischen Umma an Seine Majestät, den Erlöser, und seine Verteidigung ihrer Rechte“. Darin wurde der enthusiastische Empfang für Husain in Transjordanien als Beleg dafür dargestellt, dass die Bevölkerung auf die Rückkehr des Kalifats hoffte. Gleichzeitig berichtete die Zeitung von Husains Versprechen, alles zu tun, um das Kalifat zu errichten.
Am 7. März, vier Tage nach der Abschaffung des osmanischen Kalifats durch die türkische Nationalversammlung, erklärte ʿAbdallāh in einem Brief an Herbert Samuel, den Britischen Hochkommissar in Palästina, dass sein Vater als Antwort auf zahllose Huldigungstelegramme aus allen arabischen Ländern, insbesondere aus den Heiligen Stätten in Mekka und Medina, das Kalifat akzeptiert habe. Am selben wurden auch schon in Moscheen von Damaskus, Aleppo und Beirut Gebete für den Kalifen Husain gesprochen. Eine offizielle Verkündigung des Kalifats folgte am 11. Februar aus Schunah, ʿAbdallāhs Winterquartier. In einem Interview mit dem Manchester Guardian, das am 13. März veröffentlicht wurde, zierte sich Husain, dass er das Kalifat ja nicht gesucht oder gewünscht habe, sondern man es ihm aufgedrängt habe. Gleichzeitig wies er aber die Kalifatsansprüche möglicher Rivalen zurück und erklärte ausführlich, warum er die geeignetste Person für dieses Amt sei. Das britische Foreign Office blieb weiter bei seinem Standpunkt der strikten Neutralität und weigerte sich auch, einen Abgesandten Husains zu empfangen, der das Kalifat Husains erklären wollte. Die Reaktionen in der islamischen Welt auf Husains Selbstproklamation zum Kalifen waren verhalten bis ablehnend. Die meiste Unterstützung erhielt er in Syrien und im Libanon, wo diese gleichbedeutend war mit Widerspruch gegen die französische Mandatsmacht. In Palästina war die Meinung geteilt. Obwohl Husain unter den javanischen und malaiischen Muslimen sehr stark für sein Kalifat warb, erhielt er von dort kaum Unterstützung. Die Reaktionen bei den Muslimen in Indien waren dagegen nicht so einheitlich negativ, wie man erwartet hatte, weil sich überraschenderweise ein Mitglied des Zentralen Kalifatskomitees, Abdul Bari, für das Kalifat Husains aussprach.
Mit dem Ziel, seinem Kalifat größere Legitimität zu verschaffen, berief König Husain im Juli einen „Konsultativrat des Kalifats“ (maǧlis šūrā al-Ḫilāfa) ein, der sich aus 31 Vertretern der islamischen Welt zusammensetzte und von den ʿUlamā' und ausländischen Bewohnern von Mekka und Medina gewählt wurde. Den Vorsitz des Gremiums, das zwölf Mal zusammentrat, hatte der Ober-Qādī von Mekka inne, der auch als eine Art Schaich al-Islām fungierte.
Der weitverbreitete Ärger über die Selbstproklamation Husains zum Kalifen bot dem saudischen Herrschers Abd al-Aziz ibn Saud Möglichkeiten, sich politisch zu profilieren. Er kritisierte in einer indischen Zeitung die „gierige Hast“ Husains bei der Übernahme des Kalifats, eines Amtes, für das er „nicht qualifiziert“ sei. Auch setzte er sich mit dem indischen Kalifatskomitee in Verbindung und sagte Unterstützung für seine Forderungen nach muslimischer Einheit zu. Die Ambitionen König Husains auf das Kalifat zerschlugen sich gänzlich, als der Hedschas im Herbst 1924 von den wahhabitischen Ichwān des saudischen Herrschers überrannt wurde. Husain musste abdanken und verließ das Königreich. Sein Anspruch auf das Kalifat hatte damit keine Grundlage mehr.

## Die ägyptischen Kalifatsambitionen
In Ägypten war die Selbstproklamation Husains zum Kalifen auf viel Ablehnung innerhalb der Bevölkerung gestoßen. Edmund Allenby, der britische Hochkommissar in Ägypten, berichtete, dass man hier König Fu'ād I. favorisierte. Im Oktober 1924 riefen führende Gelehrte der Azhar-Universität in Ägypten zu einem internationalen Kongress auf, auf dem ein neuer Kalif gewählt werden sollte. Die Initiatoren der Konferenz beabsichtigten, auf der Konferenz König Fu'ād I. als Kalifen auszurufen. Ein Jahr später kam es in Ägypten zu einer heftigen Debatte, als der ägyptische Richter ʿAlī ʿAbd ar-Rāziq ein Buch veröffentlichte, in dem er die Notwendigkeit eines neuen Kalifen gänzlich in Frage stellte. Er erklärte, weder der Koran noch der Hadith hätten das Kalifat als notwendige Einrichtung bezeichnet, da die Aufgabe Mohammeds eine rein geistliche gewesen sei, während seine politischen Handlungen lediglich für die Umstände seiner Zeit von Bedeutung gewesen seien und nicht in Form des Kalifats fortgeführt werden müssten. Der Widerstand gegen diese Position führte dazu, dass Abd ar-Raziq aus seinem Richteramt entlassen wurde. Als der internationale Kalifatskongress, zu dem die Azhar eingeladen hatte, im Mai 1926 schließlich stattfand, konnten sich die Teilnehmer nicht über den staatsrechtlichen Charakter des Kalifats einigen, und nach diesem Kongress befasste sich keine weitere übernationale Konferenz mehr mit der Kalifatsfrage.
Allerdings verfolgte in Ägypten König Faruq (reg. 1936–1952) in den späten 1930er Jahren erneut Pläne, den Kalifentitel anzunehmen. Er wurde dabei von Muhammad Mustafā al-Marāghī, dem damaligen Rektor der Azhar unterstützt. Britische Diplomaten rieten dem ägyptischen Königspalast mit Hinblick auf die zu erwartenden negativen Reaktionen von Seiten anderer muslimischer Staaten von der Weiterverfolgung dieser Pläne ab und machten deutlich, dass für sie lediglich ein regionales Kalifat in Frage käme. Als Ali Maher Pascha im Juli 1938 im Namen des ägyptischen Königspalastes anfragte, was die britische Position hinsichtlich ihres Plans eines „universalen Kalifats“ sei, antwortete Miles Lampson, der damalige britische Botschafter in Kairo, dass es nicht weise sei, diese Frage zu stellen, ohne dass er dafür Gründe angab. Im Februar 1939 berichtete The Times, dass eine Menschenmenge in Kairo König Faruq zum Kalifen ausgerufen habe, der König selbst das Kalifat jedoch nicht anstrebe. Der Bericht rief in der Türkei große Empörung hervor, und die dortige republikanische Regierung machte deutlich, dass sie ein solches Kalifat, falls es offiziell ausgerufen würde, nicht anerkennen würde. Das ägyptische Königshaus verfolgte daraufhin die Kalifatspläne nicht weiter.

## Situation heute

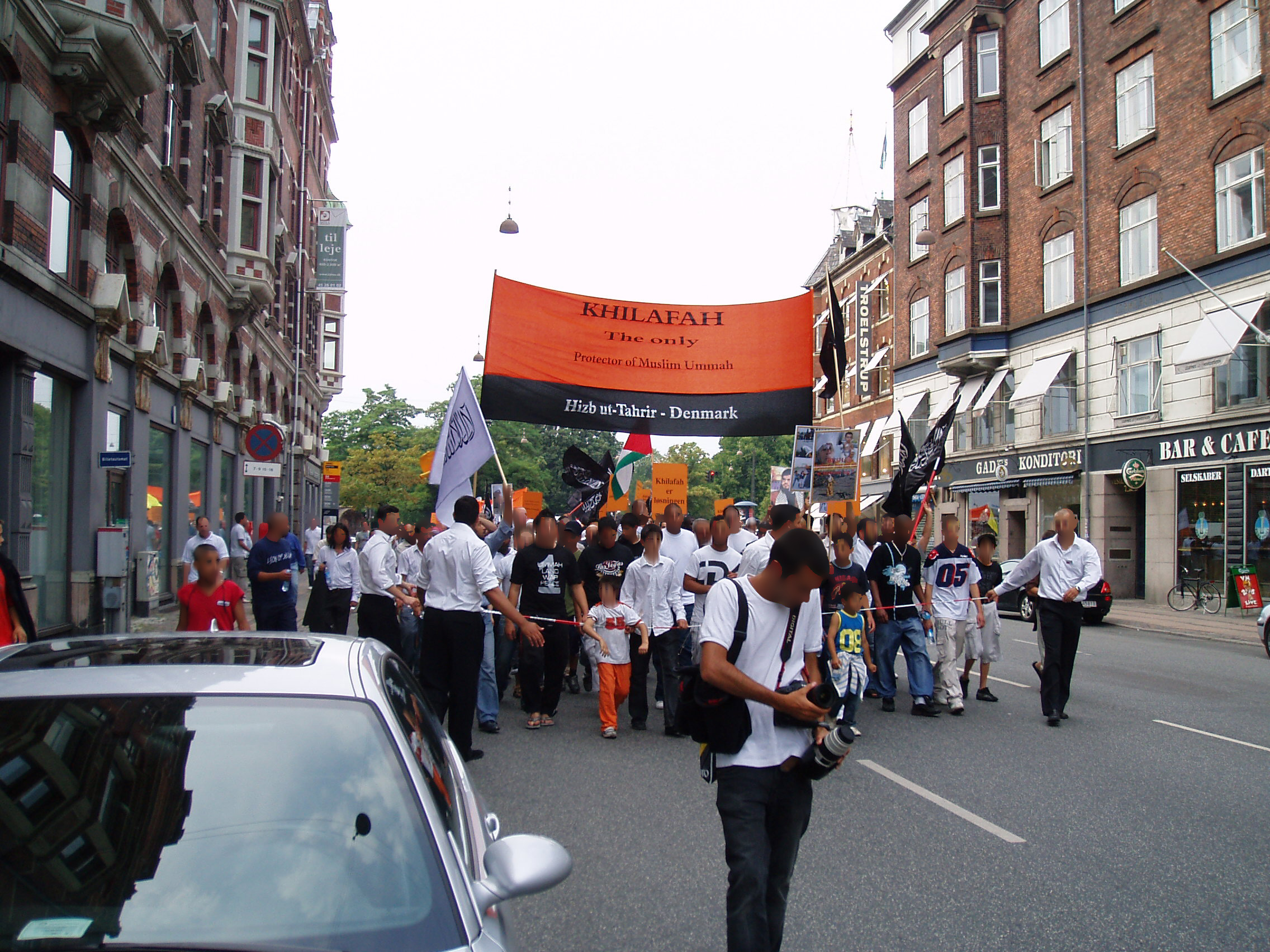
Demonstration der dänischen Abteilung der Hizb ut-Tahrir für die Wiedererrichtung des Kalifats im Jahre 2006

Ein Kalifat existiert seit 1924 nur noch in verschiedenen islamischen Sondergemeinschaften wie der Ahmadiyya, der Muridiyya und der senegalesischen Tidschaniyya. Nachträglich wird seit den 1960er Jahren auch der Anfang des 19. Jahrhunderts von Usman dan Fodio gegründete Fulani-Staat in Westafrika als Kalifat bezeichnet, nämlich als Kalifat von Sokoto. Zu den islamischen Bewegungen, die ein Kalifat anstreben, gehören die internationalistische Hizb ut-Tahrir und die indonesische Organisation Front Pembela Islam. Im Juni 2014 rief sich der Anführer der dschihadistischen Terrororganisation Islamischer Staat, Abū Bakr al-Baghdādī, in Mossul zum Kalifen aus. Dieses Kalifat wurde jedoch nur von Anhängern dieser Organisation anerkannt und von den meisten muslimischen Gelehrten zurückgewiesen, so zum Beispiel in dem Offenen Brief an al-Baghdadi.